# タデア・ヴィスコンティ
タデア・ヴィスコンティ（Taddea Visconti, 1352年頃 - 1381年9月28日）は、ミラノの僭主ベルナボ・ヴィスコンティの娘。10万グルデンもの巨額の持参金を付けられ、バイエルン公シュテファン3世に嫁いだ。フランス王シャルル6世の妃イザボー・ド・バヴィエールの母親である。

## 生涯
ベルナボ・ヴィスコンティと妻レジーナ・デッラ・スカラの間の15人の子供の中では年長だったと考えられる。
1365年、父はバイエルン公爵家と同盟関係を築くため、公爵家と自分の家族の間の二重の縁組を結ぶことにした。1365年8月12日、タデアとバイエルン公シュテファン3世、タデアの弟パルマ領主マルコとシュテファン3世の弟フリードリヒ公の娘エリーザベトの、2組のカップルの婚約が成立した。ヴィッテルスバッハ家とヴィスコンティ家はさらに交渉を続け、1366年、1367年には同盟に関する新たな書状が作成されている。1366年10月、バイエルン側からゲルツ伯マインハルト6世が仲人役として遣わされ、ミラノ宮廷で正式な結婚の申し込みを行った。翌11月、ベルナボは同盟締結のために全権を委任した返礼の使節をバイエルンに送り込み、この使節はまたこの二重の縁組についてのハプスブルク家からの承認をも取り付けた。1367年4月、ミラノでタデアの持参金が手渡され、その額は10万グルデンという巨額に上った。バイエルン公爵家がマルコに嫁ぐエリーザベト公女のために工面できた持参金が4万5000グルデンだったため、バイエルン側は差し引きで5万5000グルデンの丸儲けをした。シュテファン3世はこの巨額の持参金を全て自分の領地での建築事業の資金に投じた。
婚姻に関する交渉の後、タデアはバイエルンに輿入れし、1367年に婚礼が執り行われた。結婚後、彼女は夫シュテファン3世と一緒に、ミュンヘン、ランツフート、ブルクハウゼン、インゴルシュタットに建つバイエルン公爵家の各地の居館を転々としながら暮らした。1376年9月29日、タデアは夫とその弟で1374年よりシュヴァーベンの帝国地方総督（フォークト）を務めていたフリードリヒ公と一緒に、アウクスブルクに滞在していたことが判っている。タデアと姑のマルガレーテ・フォン・ツォレルンは、アウクスブルク市から大量のワイン樽を贈られ、そのお返しとしてこの日の夜に公爵家主催の舞踏会を催したのである。1380年、長く不在にしていたミュンヘンに帰還したときに、公爵夫人タデアは同市の市民から10ポンドもの重量の金を贈られた。翌1381年、29歳ほどで死去した。
タデアの遺体はミュンヘンの聖母教会に埋葬された可能性があるが、彼女の墓は未だに見つかっていない。夫との間の2人の子、バイエルン＝インゴルシュタット公ルートヴィヒ7世（1368年 - 1447年）とフランス王妃イザボー（1370年 - 1435年）は、どちらも母公爵夫人の思い出をいつまでも大切にしていた。ルートヴィヒ7世は人々が母のことを憶えておけるよう執り成しの祈りの対象者の1番目に母を据えていたし、イザボー王妃はパリでの宗教記念日の執り成しの祈りに、夫シャルル6世の両親、祖父母とともに母タデアを執り成しの対象者としている。バイエルン州立図書館に所蔵されている、14世紀に制作された美しい装飾付きの時祷書にはヴィッテルスバッハ家とヴィスコンティ家の紋章が組み合わさって描かれており、タデアを仲立ちとした両家の結びつきの時代を思い出させる。